# Iskandera
Iskandera é um género botânico pertencente à família Brassicaceae.